# Agromyza graminacea
Agromyza graminacea este o specie de muște din genul Agromyza, familia Agromyzidae, descrisă de Spencer în anul 1985.
Este endemică în Kenya. Conform Catalogue of Life specia Agromyza graminacea nu are subspecii cunoscute.